# Jabekekapel
De Jabekekapel, Kapel voor Maria, Hulp der Christenen of Kapel Onze-Lieve-Vrouw-ter-zeven-Weeën is een Mariakapel in de wijk Jabeke in de Belgische gemeente Wetteren. De kapel in moderne neogotische stijl naar ontwerp van Prosper De Vuyst werd in 1939 gebouwd. Het is een eenbeukige kapel met smaller en lager voorportaal, schip van twee traveeën en smaller koor met vlakke sluiting onder steile verspringende zadeldaken met zijdelings achteraan een aangebouwde klokkentoren met luiklok. Achteraan, deels onder het koor en deels ingegraven in een talud, ligt de grafkapel van de familie Bracke–Van Geert, oprichters van de kapel.

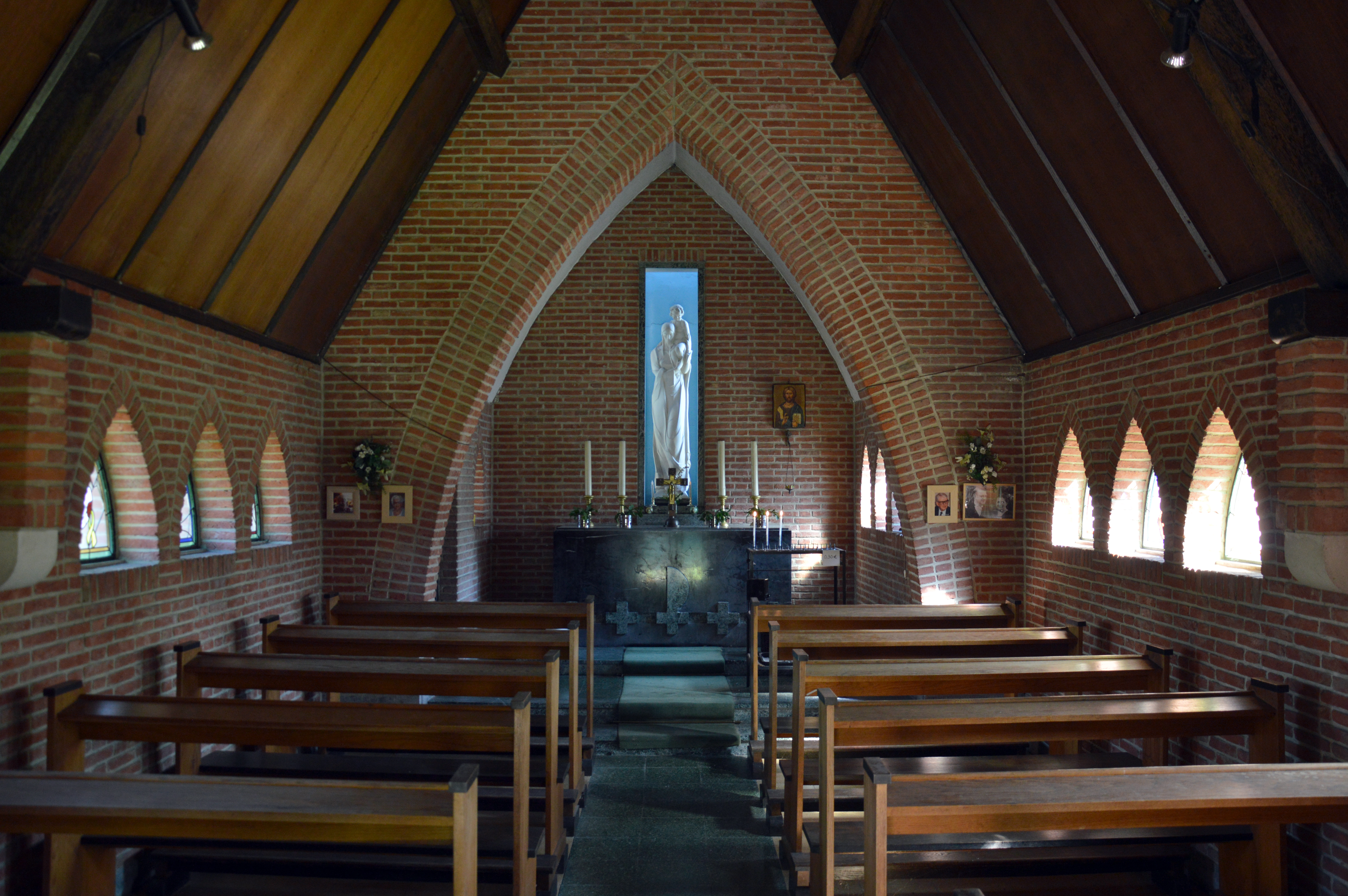
Interieur
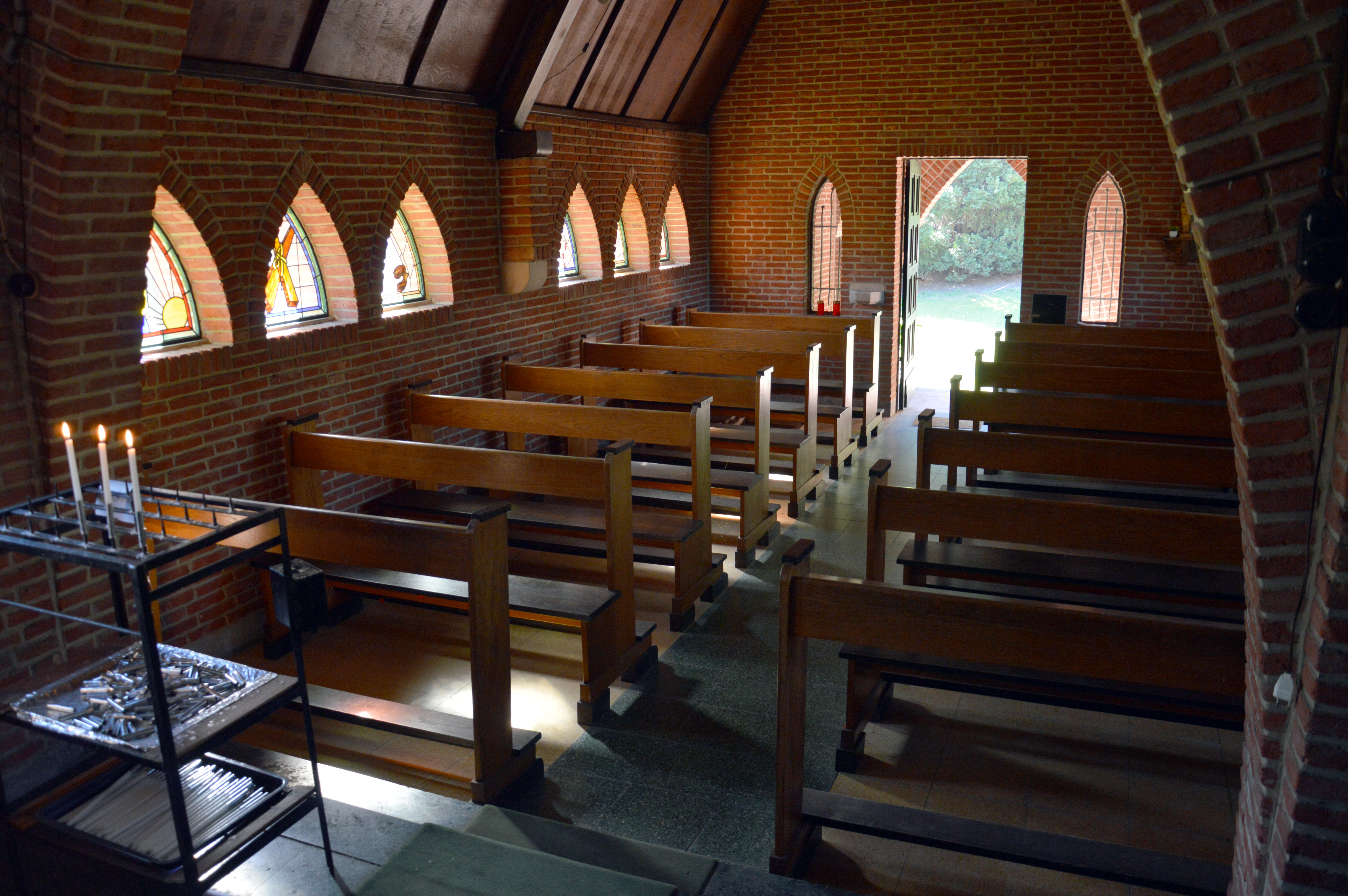
Gezien vanaf het altaar